# Allons enfants … pour l’Algérie
Allons enfants … pour l’Algérie (französisch für Auf Kinder … für Algerien) ist ein Dokumentarfilm des DEFA-Studios für Wochenschau und Dokumentarfilme von Karl Gass aus dem Jahr 1961.

## Handlung
Der Film trägt den Untertitel: Leid und Kampf einer Kolonie und besteht aus drei Kapiteln.
Kapitel 1: Die Sahara lockt
Der Film beginnt gleich mit einer fragwürdigen Aussage: In West-Berlin findet vom 19. bis 23. Juli 1961 der Deutsche Evangelische Kirchentag statt. Der Off-Sprecher behauptet zu den Bildern aus dem Olympiastadion, dass Besucher des Kirchentages auch zur Militärparade anlässlich der Französischen Revolution nach Berlin-Tegel geschickt werden. Es wird behauptet, dass beide Aufnahmen vom 14. Juli 1961, dem französischen Nationalfeiertag, stammen, doch der Kirchentag beginnt erst fünf Tage später. An der Parade im französischen Hauptquartier nehmen auch Westberliner teil, die als Angehörige der Fremdenlegion ausgezeichnet werden.
Es werden Bilder vom Leben in der Fremdenlegion gezeigt und von Deserteuren, die in der DDR Zuflucht gefunden haben. Die ehemaligen Fremdenlegionäre berichten von den Gräueltaten an der algerischen Bevölkerung und wie sie dazu gezwungen wurden. Aber auch der Schutz der Fördergebiete für Naturrohstoffe in der Sahara durch die Soldaten veranschaulicht die wirtschaftlichen Interessen ihrer Mission. Dort liegen Eisenerze, die der Stahlindustrie in Frankreich und der Bundesrepublik Deutschland mindestens für 150 Jahre reichen können, Steinkohle und Erdgas. In Ingolstadt ist zum Beispiel eine Raffinerie für algerisches Erdöl geplant. Eine wichtige Rolle haben die deutschen Soldaten der Fremdenlegion bei den Atombombenversuchen der Franzosen in der algerischen Wüste. Sie dienen dazu, die Wirkung der Bombe auf den menschlichen Körper zu testen. Bis Oktober 1960 sind 8486 deutsche Angehörige der Fremdenlegion in Algerien gefallen. Natürlich müssen diese Lücken wieder geschlossen werden und der Film zeigt die Werbemethoden in Deutschland und Frankreich auf, wobei sehr viel Alkohol im Spiel ist. Das deutsche Kontingent ist mit 70 Prozent das größte aller Nationen.
Kapitel 2: Aicha
In Tunesien, nahe der Grenze zu Algerien, befindet sich ein Lager für algerische Flüchtlinge. Drei bis vier Mal im Jahr kommt Aicha, die Krankenschwester der algerischen Armee, um nach dem Rechten zu sehen und den Menschen zu helfen, soweit es in ihrer Macht steht, denn sie ist keine Ärztin. Aicha lebte viele Jahre in Paris. Während der Feierlichkeiten zum Nationalfeiertag am 14. Juli 1953 nimmt sie mit ihrem Mann an der Demonstration teil. Gemeinsam mit vielen anderen Algeriern marschieren sie für ein freiheitliches und unabhängiges Algerien. Bei den anschließenden Zusammenstößen mit der Polizei werden sieben Demonstranten getötet, darunter auch Aichas Mann. Sie selbst wird verhaftet und sitzt über vier Jahre in französischen Gefängnissen. 1958 gelingt ihr die Flucht nach Algerien, sie schließt sich der Nationalen Befreiungsfront (FLN) an. Der Film zeigt ihren Besuch und Ausschnitte aus ihrer Arbeit in einem der Flüchtlingslager, in dem katastrophale Zustände herrschen.
Kapitel 3: Vive l’Algérie algérienne
Dieser Teil schildert die Solidarität bei Demonstrationen und Veranstaltungen des französischen Volkes für das kämpfende Algerien. Die  Bilder werden untermalt von zwei Liedern, deren Text, Musik und Gesang von Fania Fénelon stammen.

## Produktion
Allons enfants … pour l’Algérie wurde erstmals während der IV. Internationalen Leipziger Dokumentar- und Kurzfilmwoche am 18. November 1961 gezeigt.
Die Premiere fand im Beisein zahlreicher Persönlichkeiten der Partei- und Staatsführung der DDR und hochrangiger Mitglieder der Algerischen Nationalen Befreiungsarmee am 25. Januar 1962 im Berliner Kino Babylon statt. Die Erstausstrahlung im DFF erfolgte am 7. Februar 1962.
Mit  „Allons enfants“  beginnt die Marseillaise, die französische Nationalhymne, die Auflehnung gegen Gewalt und Unterdrückung thematisiert.

## Kritik
Unter der Überschrift Waffe gegen Imperialismus schrieb die Neue Zeit:

„Der Film ‚Allons enfants … pour l’Algérie‘ ist eine Waffe. Damit sie den Imperialismus tödlich treffe, muß er breitesten Kreisen zugänglich gemacht werden. Es genügt deshalb nicht, ihn nur in Filmtheatern laufen zu lassen, er muß auch in volkseigenen Betrieben gezeigt und diskutiert werden. Die Arbeiter sollen mit diesem Film aufgerufen sein, über ihren Plan hinaus solidarisch materielle Werte für Algerien zu schaffen.“

Das Lexikon des internationalen Films nannte den Film ein beachtliches Zeitdokument.

## Auszeichnungen
- 1961: IV. Internationale Leipziger Dokumentar- und Kurzfilmwoche: Preis der Gesellschaft für kulturelle Verbindungen mit dem Ausland[5]